# Tu-110 (航空機)
Tu-110(ツポレフ110；ロシア語:Ту-110トゥー・ヂェースャチ)は、ソ連の航空機設計機関であったツポレフ設計局が開発した航空機。NATOコードネームはクッカー(Cooker)で、これは「調理器具」の意である。

## 概要

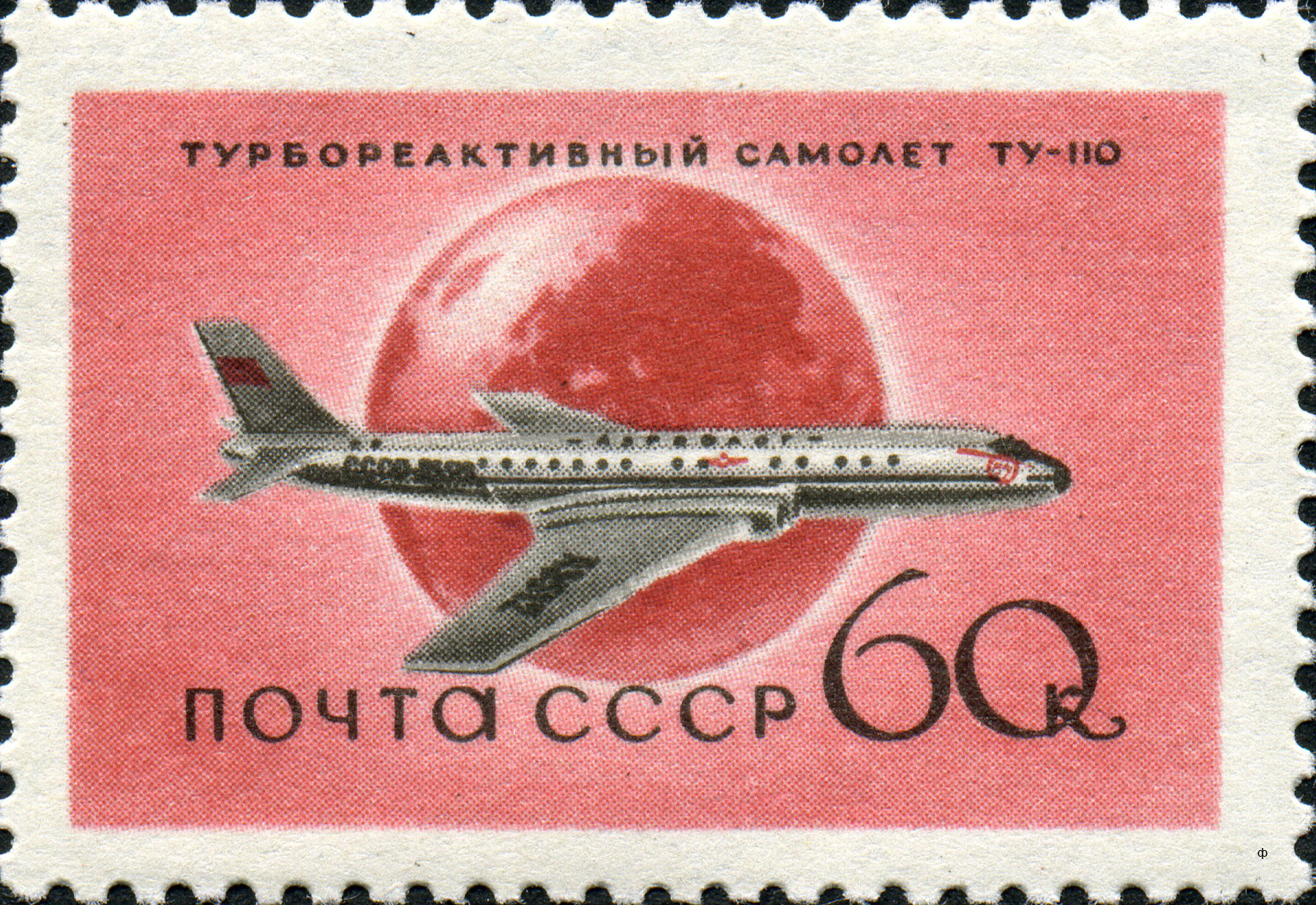
ソ連郵政当局が発行した切手に描かれたTu-110

同設計局が最初に開発した短中距離用のターボジェット双発旅客機Tu-104を4発にしたもので、このエンジンはターボファンエンジンであり、その試験を行うために作られた試験機であり、量産化されなかった。
搭載されたAL-7エンジンシリーズはソ連空軍の戦闘爆撃機Su-7などに採用されているが、こちらはターボジェットであった。

## スペック
- 全長: 40.06m
- 翼巾: 36.98m
- 全高: 11.53m
- 運航乗務員数: 5名
- エンジン: リューリカ製 AL-7P ターボファンエンジン×4
- 推力: 65.7 kN (14,740lb)
- 座席数: 100
- 最大速度: 878 km/h
- 航続距離: 4500 km